# Vergós
Vergós, o Vergós de Cervera és una entitat de població de Cervera, a la comarca de la Segarra.
El poble, situat a la dreta del riu Ondara, a l'est del terme municipal, el forma una agrupació de cases al voltant d'un antic molí, i s'aparta de l'estil encastellat de molt pobles de la Segarra. El terreny, amb perspectives de bons conreus i possibilitats de regadiu, ha desembocat en l'establiment d'algunes masies.

## Història
Una de les primeres constàncies escrites en què apareix Vergós és l'any 1131, quan Ramon Berenguer III deixa el poble en testament al priorat de Sant Pere Gros. Alfons I, el 1186, li concedeix una carta de poblament. Al segle xiv s'alça el monestir de Santa Caterina, de clarisses, ara desaparegut, les pedres del qual s'aprofiten posteriorment per a la construcció de la Universitat de Cervera.
La guerra civil contra Joan II assola les construccions escampades del seu terme i l'església de Sant Salvador, que al segle xv ja tenia categoria de parròquia, resta una mica apartada i solitària, fet que porta als veïns a construir-ne una de nova, prop del poble i del camí ral, la qual s'acaba el 1607. En voler portar el retaule de l'església vella a la nova, els consellers de Cervera obligaren a tornar-lo al seu lloc original, fins que, en la seva visita pastoral feta el 1626, el bisbe de Solsona, Miguel de los Santos de San Pedro, el fa incorporar definitivament al nou temple, que rep també l'advocació de sant Salvador.
Al segle xix passa formar part del terme municipal de Cervera, si bé els seus habitants mantenen en aquell moment representants al consell de la ciutat.